# Fosfonat
El fosfonat o àcid fosfònic és un tipus de compost orgànic que conté els grups C-PO(OH)₂ o C-PO(OR)₂ (on R = alquil, aril. L'àcid fosfònic és qualsevol dels àcids de fórmula general RPO3H2 (que hom suposa derivats de l'hipotètic àcid fosfònic (HP(O)(OH)2), en els quals l'àtom de fòsfor està lligat directament a un carboni. Llurs sals i èsters s'anomenen fosfonats.
Els bisfosfonats van ser sintetitzats per primera vegada el 1897 per Von Baeyer i Felix Hofmann. Un exemple de bisfosfonat és el HEDP. Des del treball de Schwarzenbach el 1949, els àcids fosfònics són coneguts com a quelats efectius. La introducció d'un grup amino a la molècula per tal d'obtenir -NH₂-C-PO(OH)₂ augmenta les habilitats del fosfonats per atrapar metalls. Alguns exemples d'aquests compostos són 'iyot', EDTMP i DTPMP. Aquests fosfonats comuns són els anàlegs estructurals dels ben coneguts aminopolicarboxilats NTA, EDTA, ii DTPA. L'estabilitat dels complexos de metall s'incrementa amb l'increment en el nombre de grups àcid fosfònic. Els fosfonats són altament solubles en aigua, mentre que els àcids fosfònics són només lleugerament solubles. Els fosfonats no són volàtils i són poc solubles en solvents orgànics.

## Compostos fosfonats
- AEPN: Àcid 2-aminoetilfosfònic
- DMMP: Metilfosfonat de dimetil
- HEDP: Ácido 1-hidroxietiliden-1,1-difosfònic
- ATMP: Àcid aminotris(metilenfosfònic)
- EDTMP: Àcid etilendiamino tetra(metilenfosfònic)
- TDTMP: Àcid tetrametilendiaminotetra(metilenfosfònic)
- HDTMP: Àcid hexametilendiaminotetra(metilenfosfònic)
- DTPMP: Àcid dietilentriaminopenta(metilenfosfònic)
- PBTC: Àcid fosfobutan-tricarboxílic
- PMIDA: Àcid N-(fosfometil)iminodiacètic
- CEPA: Àcid 2-carboxietilfosfònic
- HPAA: Àcid 2-hidroxifosfonocarboxílic
- AMP: Àcid amino-tris-(metilen-fosfònic)